# Fragma
Fragma ist ein deutsches Dance-Musikprojekt, das 1998 von Ramon Zenker, Marco Duderstadt und Dirk Duderstadt gegründet wurde. Sie waren in den frühen 2000er Jahren europaweit, insbesondere in Großbritannien und Irland, erfolgreich und schafften auch Chart-Erfolge in den USA und Australien. Bis heute verkauften sie weltweit mehr als drei Millionen Tonträger. Bekannt wurden sie vor allem durch ihre Single Toca’s Miracle, die zahlreiche Male neu aufgenommen oder geremixt wurde.

## Geschichte
Das Projekt wurde im Jahre 1998 von den Brüdern Marco und Dirk Duderstadt, welche ebenfalls das Trance-Projekt Duderstadt gründeten, und dem Produzenten Ramon Zenker, gegründet. Zu der Produktion des ersten Albums im Jahr 2000 kamen der Songwriter Jörn Friese und die deutsche Sängerin Damae aus Köln dazu.
Fragmas erste Single Toca Me erreichte 1999 Platz 11 der britischen Charts. Im Jahr 2000 wurde eine neue Single veröffentlicht, in der das Instrumental von Toca Me mit den Vocals des Liedes I Need a Miracle der Sängerin Coco Star vermischt wurde. So entstand Toca’s Miracle. Dieser Song platzierte sich auf dem ersten Platz der britischen, irischen und australischen Charts. Ihren ersten großen Erfolg in Deutschland erreichten Fragma mit dem Song Everytime You Need Me mit der Sängerin Maria Rubia. Die erste Single mit Damae, You Are Alive, war ebenfalls ein Top-5-Hit in den britischen Charts.
Fragma leitet sich aus der Plansprache Glosa ab und bedeutet „Unterteilung“ oder „Zaun“. Das erste Album Toca leitet sich ebenfalls von Glosa ab und bedeutet „berühren“. Während dem Projekt anfangs und auf dem Album Toca noch verschiedene Sängerinnen (Coco, Maria Rubia, Eva Martinez und Damae) den Songs ihre Stimme liehen, wurde Damae 2001, nach der Veröffentlichung von You Are Alive zur festen Sängerin von Fragma. Nach der Veröffentlichung des zweiten Albums Embrace, aus dem vier Singles ausgekoppelt wurden, die jedoch nicht mehr so erfolgreich waren, wurde es zunächst ruhig um Fragma. Ab 2006 folgten nur noch sporadische Single-Veröffentlichungen. 2008 konnten sie dann noch einmal mit einem Remix von Toca’s Miracle unter dem Namen Toca’s Miracle 2008 in einigen Ländern die Charts erreichen.
Zum 1. September 2012 trennten sich Fragma von Sängerin Damae, mit der sie aber noch im selben Jahr die neue Single Thousand Times veröffentlichten und Konzerte veranstalteten. Im Oktober desselben Jahres kündigte die Band mit den Worten “brand new fragma! brand new singer! brand new style! brand new album!” einen neuen Stil, eine neue Sängerin und erstmals seit 2002 ein neues Album an. Tatsächlich erschien jedoch kein neues Album und blieb die Gruppe anschließend vorerst inaktiv.
Seit 2017 haben sie eine neue Sängerin namens Tess, mit der sie seitdem als Fragma feat. Tess wieder Konzerte geben. 2021 wurde nach neun Jahren wieder ein neuer Song veröffentlicht: I Want More.

## Diskografie

### Studioalben
| Jahr | Titel Musiklabel     | Höchstplatzierung, Gesamtwochen, AuszeichnungChartplatzierungen (Jahr, Titel, Musiklabel, Platzierungen, Wochen, Auszeichnungen, Anmerkungen) | Höchstplatzierung, Gesamtwochen, AuszeichnungChartplatzierungen (Jahr, Titel, Musiklabel, Platzierungen, Wochen, Auszeichnungen, Anmerkungen) | Anmerkungen                                             |
| Jahr | Titel Musiklabel     | DE | UK | Anmerkungen                                             |
| ---- | -------------------- | --- | --- | ------------------------------------------------------- |
| 2001 | Toca Sony Music      | DE53 (1 Wo.)DE | UK19 Gold · (15 Wo.)UK | Erstveröffentlichung: 12. Januar 2001 Verkäufe: 100.000 |
| 2002 | Embrace Warner Music | — | — | Erstveröffentlichung: 4. November 2002                  |

### Singles
| Jahr | Titel Album                  | Höchstplatzierung, Gesamtwochen, AuszeichnungChartplatzierungen (Jahr, Titel, Album, Platzierungen, Wochen, Auszeichnungen, Anmerkungen) | Höchstplatzierung, Gesamtwochen, AuszeichnungChartplatzierungen (Jahr, Titel, Album, Platzierungen, Wochen, Auszeichnungen, Anmerkungen) | Höchstplatzierung, Gesamtwochen, AuszeichnungChartplatzierungen (Jahr, Titel, Album, Platzierungen, Wochen, Auszeichnungen, Anmerkungen) | Höchstplatzierung, Gesamtwochen, AuszeichnungChartplatzierungen (Jahr, Titel, Album, Platzierungen, Wochen, Auszeichnungen, Anmerkungen) | Höchstplatzierung, Gesamtwochen, AuszeichnungChartplatzierungen (Jahr, Titel, Album, Platzierungen, Wochen, Auszeichnungen, Anmerkungen) | Anmerkungen                                                                 |
| Jahr | Titel Album                  | DE | AT | CH | UK | US | Anmerkungen                                                                 |
| ---- | ---------------------------- | --- | --- | --- | --- | --- | --------------------------------------------------------------------------- |
| 1999 | Toca Me Toca                 | — | — | — | UK11 Silber · (13 Wo.)UK | — | Erstveröffentlichung: 23. August 1999                                       |
| 2000 | Toca’s Miracle Toca          | DE46 (9 Wo.)DE | — | CH55 (12 Wo.)CH | UK1 Platin · (20 Wo.)UK | US99 (1 Wo.)US | Erstveröffentlichung: 10. April 2000 Verkäufe: + 600.000; mit Coco Star     |
| 2001 | Everytime You Need Me Toca   | DE19 (10 Wo.)DE | AT42 (10 Wo.)AT | CH42 (9 Wo.)CH | UK3 Silber · (11 Wo.)UK | — | Erstveröffentlichung: 8. Januar 2001 Verkäufe: + 235.000; feat. Maria Rubia |
| 2001 | You Are Alive Toca           | DE23 (9 Wo.)DE | AT13 (11 Wo.)AT | CH67 (7 Wo.)CH | UK4 (10 Wo.)UK | — | Erstveröffentlichung: 1. Juli 2001                                          |
| 2001 | Say That You’re Here Embrace | DE55 (2 Wo.)DE | AT53 (2 Wo.)AT | CH100 (2 Wo.)CH | UK25 (2 Wo.)UK | — | Erstveröffentlichung: 19. November 2001                                     |
| 2002 | Embrace Me Embrace           | DE81 (1 Wo.)DE | — | — | — | — | Erstveröffentlichung: 21. April 2002                                        |
| 2002 | Time and Time Again Embrace  | DE44 (3 Wo.)DE | — | — | — | — | Erstveröffentlichung: 21. Oktober 2002                                      |
| 2003 | Man in the Moon –            | DE56 (4 Wo.)DE | — | — | — | — | Erstveröffentlichung: 22. April 2003                                        |
| 2008 | Toca’s Miracle 2008 –        | DE73 (9 Wo.)DE | AT42 (11 Wo.)AT | — | UK16 (6 Wo.)UK | — | Erstveröffentlichung: 6. März 2008                                          |
| 2008 | Memory –                     | DE64 (3 Wo.)DE | AT74 (1 Wo.)AT | CH30 (2 Wo.)CH | — | — | Erstveröffentlichung: 21. November 2008                                     |

Weitere Singles
- 2006: Radiowaves (feat. Kirsty Hawkshaw)
- 2007: Deeper
- 2009: Forever and a Day
- 2011: Oops Sorry
- 2011: Everytime You Need Me 2011
- 2011: What Love Can Do (mit Plastik Funk)
- 2011: Insane (In Da Brain) (feat. DJs From Mars)
- 2012: Toca’s Miracle 2012 Update
- 2012: Thousand Times
- 2012: Where Do We Go (mit Akil Wingate)
- 2021: I Want More (mit Tess)
- 2022: Shine On

## Auszeichnungen für Musikverkäufe
| Goldene Schallplatte - Australien - 2001: für die Single Everytime You Need Me |

Anmerkung: Auszeichnungen in Ländern aus den Charttabellen bzw. Chartboxen sind in ebendiesen zu finden.
| Land/RegionAuszeichnungen für Musikverkäufe (Land/Region, Auszeichnungen, Verkäufe, Quellen) | Silber     | Gold     | Platin  | Verkäufe  | Quellen     |
| -------------------------------------------------------------------------------------------- | ---------- | -------- | ------- | --------- | ----------- |
| Australien (ARIA)                                                                            | —          | Gold1    | —       | 35.000    | aria.com.au |
| Vereinigtes Königreich (BPI)                                                                 | 2× Silber2 | Gold1    | Platin1 | 1.100.000 | bpi.co.uk   |
| Insgesamt                                                                                    | 2× Silber2 | 2× Gold2 | Platin1 |           |             |